# Dubovica (Słowacja)
Dubovica (węg. Tarcadobó) – wieś (obec) na Słowacji, w kraju preszowskim, w powiecie Sabinov. Pierwsza pisemna wzmianka o miejscowości pochodzi z roku 1278.